# Jardín Botánico de Beaumont

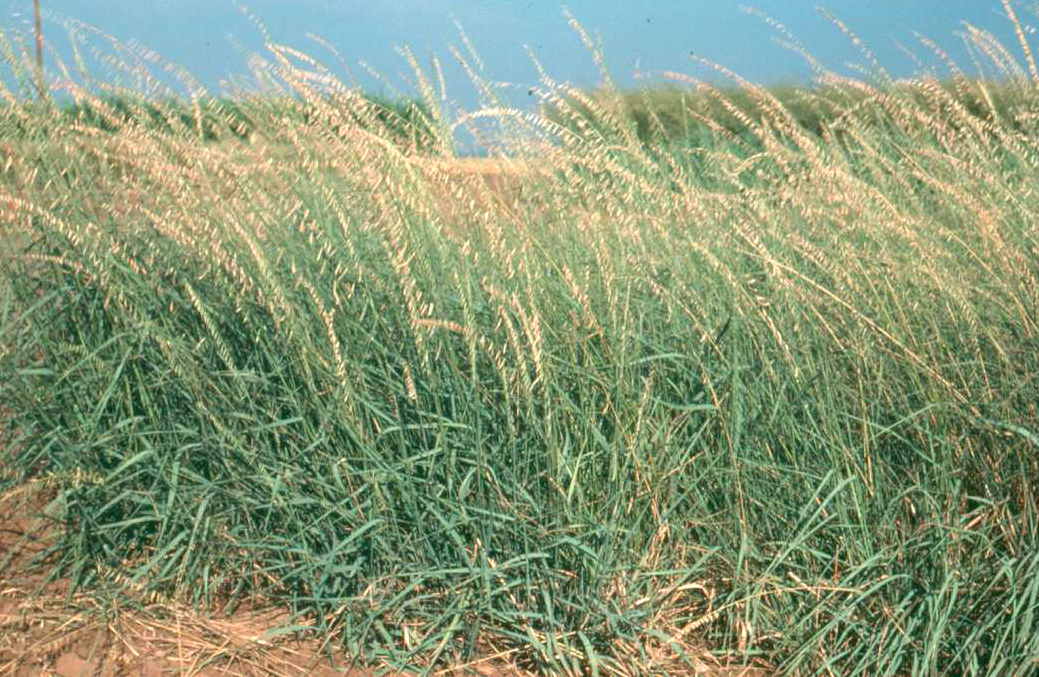
La especie de la familia Poaceae, Bouteloua curtipendula, es la state grass (hierba del estado) de Texas.

El Jardín Botánico de Beaumont (en inglés: Beaumont Botanical Gardens también conocido como Tyrrell Park Botanical Gardens), es un invernadero y jardín botánico de 23.5 acres de extensión, especializado en plantas nativas de Texas además de otros muchas colecciones, administrado por una asociación privada sin ánimo de lucro. Se ubica en Beaumont, Texas, Estados Unidos.

## Localización
Beaumont Botanical Gardens, Tyrrell Park at 6088 Babe Zaharias Drive Beaumont, Jefferson County, Texas TX 77705, United States of America-Estados Unidos de América.30°04′48″N 94°07′36″O / 30.08000, -94.12667
Los jardines están abiertos al público diariamente durante las horas de luz del día sin ninguna tarifa de entrada; el invernadero tiene horas relativamente restrictivas y cobra una tarifa de admisión.

## Historia
El jardín fue creado el 12 de abril de 1951 por el « Beaumont Council of Garden Clubs » (el Consejo de Asociaciones de Jardines de Beaumont) que consistía en los clubs del jardín, sociedades de las plantas, y las organizaciones orientadas a la naturaleza fue creado con la meta de obtener y de sostener como  un centro de jardín público. En 1968 la ciudad agrega una porción del parque Tyrrell con este fin. El edificio del centro de jardín de Beaumont fue construido usando ladrillos de la estación de pasajeros « Southern Pacific Railroad Passenger Station », y fue dedicado el 20 de agosto de 1971. La construcción fue financiada por el consejo del club del jardín a través de fondos recaudados tales como los viajes « Christmas House Tours » iniciados en 1964.
Los jardines como tales fueron establecidos en 1968, con el edificio del centro de jardín agregado en 1971. En 1972 fue elaborado un plan maestro para los jardines, y se comenzó el etiquetado de los árboles, de las vides, y de los arbustos.
En 1977 se creó la primera sección del "Friendship Walk", un sendero pavimentado a través del jardín. El jardín de las fragancia para los discapacitados fue dedicado en 1978. El "Garden Room" , los cuartos de aseo públicos y un almacén fueron agregados al edificio principal en el 1980, financiado otra vez en gran parte por el consejo del club del jardín. El primer « Spring Tour of Private Gardens » (Tour de Primavera de Jardines Privados) fue llevado a cabo en mayo de 1986 como una segunda opción para recaudar fondos.

## Colecciones
El jardín botánico alberga entre otros :
- El Centro Hortícola Binks;
- El invernadero "Warren Loose" con 10,000 pies cuadrados (930 m²) que contiene plantas tropicales procedentes de todo el mundo, una cascada, y un estanque con peces Koi;
- Jardín Blanco y verde  (1986),
- Stream Bed Garden (1986),
- Rosaleda Antigua (1987),
- Edificio Shelter (1988),
- Jardín de la Abuela (1989),
- Rosaleda Moderna (1990),
- Jardín Japonés (1991),
- Gazebo (1991),
- Sendero de las Azaleas (1991),
- Jardín de exhibición de lirios de un día (1991),
- Jardín de Plantas Nativas (1992),
- Colección de Bromelias
- Jardín de Exhibiciones (1992),
- Jardín de hierbas (1994),
- Jardín de Violetas (1994),
- Jardín de Camelias (1995),
- Vi's Fountain (1996),
- Jardín Secreto (2000),
- Jardín de Palmas y Agaves (2001),
- Vivero de Propagación Bob Whitman (2001).